# Những đêm trắng
Những đêm trắng (tiếng Nga: Белые ночи) là một bộ phim tâm lý - lãng mạn dựa theo tiểu thuyết cùng tên của nhà văn Fyodor Dostoyevsky, do Ivan Pyryev đạo diễn, ra mắt lần đầu năm 1959.

## Diễn viên
- Lyudmila Marchenko — Nastenka
- Oleg Strizhenov — anh chàng mộng mơ
- Anatoly Fedorino — hôn phu của Nastenka
- Варвара Попова — Прасковья Ивановна, бабушка
- Светлана Харитонова — Фёкла
- Ирина Скобцева — герцогиня
- Яков Беленький — герцог
- Ариадна Шенгелая — невольница в танцевальных мечтаниях
- Евгений Моргунов — стражник
- Сергей Троицкий — пьяный купец
- Валентин Кулик — Альмавива
- Галина Польских — эпизод на балу
- Иозас Удрас — эпизод
- Нодар Мгалоблишвили